# Hluzov
Hluzov (německy Hleis) je severní část obce Černotín v okrese Přerov. V roce 2009 zde bylo evidováno 80 adres. V roce 2001 zde trvale žilo 235 obyvatel.
Hluzov je také název katastrálního území o rozloze 2,79 km2.

## Název
V nejstarších dokladech z 15. století má jméno vesnice podobu Hlizov. Bylo odvozeno od osobního jména Hliza, jehož starší podoba Hlúza byla totožná s obecným hlúza - "chorobná žláza, boule". Význam místního jména byl "Hlúzův majetek". Od 17. století se v českých písemných pramenech užívalo Hluzov (případně Hlužov, Hlůzov, Hlůsov). Německé jméno vzniklo z českého.

## Další informace
- Naučná stezka a kondiční okruhy v Černotíně a Hluzově